# Rainer Jordan
Rainer Jordan (* 1943; † 10. April 2019 in Altenholz, Schleswig-Holstein) war ein deutscher Theaterschauspieler.

## Leben
Rainer Jordan wuchs in der Nähe von Bremen auf. Bereits während seiner Schulzeit war er in Bremen Mitglied einer Laienspielgruppe, erlernte aber, auf Wunsch der Eltern, zunächst einen „ordentlichen Beruf“ und wurde Schriftsetzer. Nebenbei nahm er privaten Schauspielunterricht, nachdem er sich zuvor der schauspielerischen Eignungsprüfung vor der Paritätischen Bühnenkommission in Hamburg unterzogen hatte. Er arbeitete als Korrektor bei einer Tageszeitung und legte schließlich als Externer die Abschlussprüfung vor der Paritätischen Bühnenkommission ab.
Jordans künstlerische Laufbahn begann am Stadttheater Cuxhaven. Nach seiner Bundeswehrzeit folgten Theaterstationen in Schleswig und Flensburg am damaligen Nordmark-Landestheater, wo er neben seiner schauspielerischen Tätigkeit gegen eine Zusatzgage auch als Inspizient tätig war, und ab Mitte der siebziger Jahre am Stadttheater Würzburg, wo er fünf Jahre blieb. Zu seinen Würzburger Bühnenrollen gehörten u. a. Junker Bleichenwang in Was ihr wollt, Biff Loman in Tod eines Handlungsreisenden und Goldie in Himmel und Erde von Gerlind Reinshagen. In Würzburg spielte Jordan auch häufig im Kinder- und Jugendtheater und trat in mehreren musikalischen Revuen auf. Der damalige Intendant in Hannover, Alexander May, der ihn in einer Revue am Stadttheater Würzburg gesehen hatte, engagierte Jordan daraufhin ans Schauspiel Hannover.
Am Schauspiel Hannover war Rainer Jordan von der Spielzeit 1979/80 bis zur Spielzeit 1988/89 fest engagiert. Seine erste Rolle in Hannover war eine „Übernahme“, das Ausschussmitglied Thomas A. Morgan in Heinar Kipphardts Schauspiel In der Sache J. Robert Oppenheimer. Er spielte am Schauspiel Hannover u. a. den Arzt in Groß und Klein von Botho Strauß (Spielzeit 1979/80, Premiere: April 1980, Regie: Herbert Kreppel), Schnock in der Shakespeare-Komödie Ein Sommernachtstraum (Spielzeit 1985/86, Premiere: Juni 1986) und Sultan Saladin in Nathan der Weise (Spielzeit 1986/87, Premiere: Mai 1987). 1984 gastierte er mit dem Ensemble des Schauspiels Hannover mit dem Stück Ritt auf die Wartburg von Friederike Roth bei den Mülheimer Theatertagen.
Mit Beginn der Spielzeit 1989/90 wechselte Jordan an das Theater Kiel, wo er zunächst bis 2006 als festes Ensemblemitglied am Schauspiel Kiel engagiert war. Er spielte dort u. a. den Tartuffe, Max Frischs Titelhelden Biedermann, den Kunstfreund Serge in Yasmina Rezas Theaterstück Kunst und Graf von Lerma in Don Karlos. Sein Kieler Repertoire reichte dabei von Commedia dell’Arte bis zu Samuel Becketts Schauspiel Warten auf Godot.
Nach dem Tod seiner Frau, die er während seiner Zeit am Nordmark-Landestheater kennengelernt und geheiratet hatte, kehrte er ab der Spielzeit 2008/09 („Wiedereinstieg“ als Sigbert von Mohrungen in Des Teufels General, Premiere: Oktober 2008) bis 2015 noch einmal als festes Ensemblemitglied ans Theater Kiel zurück, wo ihn der Schauspielleiter und Generalintendant Daniel Karasek in zahlreichen Altersrollen besetzte, so als Dorfrichter Adam in Der zerbrochne Krug (2010), als König Lear (2011) und zuletzt als Hauptmann von Köpenick (2015). 2012 wurde er vom Theater Kiel zum Kammerschauspieler ernannt.
Er war auch als Rezitator tätig. In dem Kurzfilm Der Fisch (Österreich/Dänemark 1999), der 1999 bei den Nordischen Filmtagen in Lübeck gezeigt wurde, hatte Jordan einen seltenen, kurzen Auftritt vor der Filmkamera.
Rainer Jordan starb im April 2019 im Alter von 75 Jahren.